# Instituto Tecnológico y de Estudios Superiores de Monterrey, Campus Tampico
El Instituto Tecnológico de Estudios Superiores de Monterrey, Campus Tampico es uno de los campus que forman parte de la Rectoría "Zona Norte" del Instituto Tecnológico y de Estudios Superiores de Monterrey. Se encuentra en la ciudad de Altamira y cuenta con 30 años de historia, llegando a ser una institución de gran prestigio en el Estado de Tamaulipas.

## Historia
El Tecnológico de Monterrey, Campus Tampico, abrió sus puertas en el año de 1981, pensado al principio como una alianza con otra institución educativa local, la idea fue finalmente desechada y sobre un terreno de 4 hectáreas, en lo que hoy es el libramiento poniente, se empezaron a poner los cimientos, sobre un inmenso terreno con algunos encinos, arbustos y tierra. A esta visión se unió la confianza de los alumnos y de sus padres  que desde el origen de la idea de la apertura de un Campus en esta ciudad, creyeron y confiaron en el Tecnológico de Monterrey y su modelo educativo.
Trasladado a un terreno más amplio, en la Ciudad de Altamira,  en 1982 el Tecnológico de Monterrey, Campus Tampico fue la consolidación de una idea muy anhelada y concebida por un grupo de entusiastas visionarios que tuvieron la idea de edificar en Tampico y su región conurbada un Campus del Sistema Tecnológico de Monterrey con el propósito ofrecer una mejor oferta de formación profesional para el sur de Tamaulipas.

## Oferta Educativa

### Prepa Tec
- Bachillerato Bilingüe
- Bachillerato Multicultural

### Carreras Profesionales

#### Escuela de Negocios
- Licenciado en Administración y Estrategia de Negocios
- Licenciado en Negocios Internacionales

#### Escuela de Ingeniería
- Ingeniero en Innovación y Desarrollo
- Ingeniero Industrial y de Sistemas
- Ingeniero en Mecatrónica

### Posgrado y Exstensión
- Diplomados
- Maestrías
- Doctorados

### Centro de Idiomas
- Inglés
- Español para extranjeros
- Francés
- Alemán
- Italiano
- Chino Mandarín

## Actividades extraescolares

### Deportes
Los Equipos Representativos del Campus Tampico en las ramas tanto varonil como femenil, son los siguientes:
- Baloncesto
- Fútbol
- Voleibol
- Fútbol Americano
- Tenis
- Atletismo

### Grupos Estudiantiles
Existen diversos grupos estudiantiles en el Campus Tampico, de los cuales sobresalen los siguientes:
- Organización Juvenil para las Naciones Unidas en México (OJNUM), Delegación Tampico: Se encarga de la realización anual del modelo de las naciones unidas TAM-MUN, entre otras actividades.
- Violines Por La Paz: Se encarga de dar clases de alfabetización, música, idiomas y valores a niños de escasos recursos.
- Carneros Tampico
- Federaciones de Alumnos de Profesional
- Sociedades de Alumnos

## Incubadora Social
La incubadora social es la institución del Campus Tampico dedicada a ofrecer programas de educación, desarrollo humano, económico y social de la comunidad. Con el apoyo de profesores y alumnos se actúa como motor de desarrollo para las familias más marginadas a través de programas como son la educación (promoción de la lectura, fomento de la autoestima, formación integral), desarrollo y creación de empresas (vinculación de créditos), salud y nutrición, y asesoría profesional.

## Sedes
Actualmente el Campus Tampico cuenta con una sede de Prepa Tec en la ciudad de Heroica Matamoros, Tamaulipas.